# Listă de filme italiene din 2010
Aceasta este o listă de filme italiene din 2010:

## Lista
| 2010                          |                     |                                                            |              |                                                          |
| La prima cosa bella           | Paolo Virzì         | Valerio Mastandrea, Micaela Ramazzotti, Stefania Sandrelli | Drama        | [ 1 ]                                                    |
| Kiss Me Again                 | Gabriele Muccino    | Stefano Accorsi, Pierfrancesco Favino                      | Romance      | Sequel of The Last Kiss                                  |
| La bocca del lupo             | Pietro Marcello     |                                                            | Documentary  | Teddy Award winner                                       |
| Loose Cannons                 | Ferzan Özpetek      | Riccardo Scamarcio, Carolina Crescentini, Nicole Grimaudo  | Comedy       | [ 2 ]                                                    |
| I Am Love                     | Luca Guadagnino     | Tilda Swinton, Marisa Berenson                             | Drama        | Music By John Adams                                      |
| Happy Family                  | Gabriele Salvatores | Margherita Buy, Diego Abatantuono, Fabrizio Bentivoglio    | Comedy       | [ 3 ]                                                    |
| Draquila – L'Italia che trema | Sabina Guzzanti     |                                                            | Documentary  | [ 4 ]                                                    |
| Noi credevamo                 | Mario Martone       |                                                            | Drama        | Entered into the 67th Venice International Film Festival |
| La nostra vita                | Daniele Luchetti    | Elio Germano, Raoul Bova                                   | Drama        | In competition at the 2010 Cannes Film Festival          |
| La pecora nera                | Ascanio Celestini   |                                                            | Comedy       | Entered into the 67th Venice International Film Festival |
| The Solitude of Prime Numbers | Saverio Costanzo    | Isabella Rossellini                                        | Drama        | Entered into the 67th Venice International Film Festival |
| The Father and the Foreigner  | Ricky Tognazzi      | Alessandro Gassman, Amr Waked                              | Drama        |                                                          |
| Lost Kisses                   | Roberta Torre       | Carla Marchese, Donatella Finocchiaro                      | Comedy-drama | Entered into the 68th Venice International Film Festival |
| Benvenuti al Sud              | Luca Miniero        | Claudio Bisio, Angela Finocchiaro                          | Comedy       |                                                          |
| Come Undone                   | Silvio Soldini      | Alba Rohrwacher, Pierfrancesco Favino                      | Drama        | Berlin Film Festival                                     |